# Sport-Verein Werder von 1899 (femminile)
Lo Sport-Verein „Werder“ von 1899 e.V., meglio noto in lingua italiana come Werder Brema, è una squadra di calcio femminile professionistico, sezione femminile dell'omonimo club tedesco con sede a Brema. Fondata nel 2007, milita in Frauen-Bundesliga, la massima serie del campionato tedesco, alla quale ha preso parte in sei stagioni.
I maggiori risultati ottenuti sono un settimo posto in Frauen-Bundesliga nella stagione 2023-2024 e i quarti di finale in DFB-Pokal der Frauen.

## Palmarès

### Competizioni nazionali
- Campionato tedesco di seconda divisione: 2

2016-2017, 2019-2020

## Organico

### Rosa 2023-2024
Rosa, ruoli e numeri di maglia come da sito ufficiale, aggiornati al 21 settembre 2023.
| N. |                     | Ruolo | Calciatrice          |
| -- | ------------------- | ----- | -------------------- |
| 1  | Svizzera (bandiera) | P     | Livia Peng           |
| 5  | Germania (bandiera) | D     | Michelle Ulbrich     |
| 6  | Germania (bandiera) | C     | Reena Wichmann       |
| 7  | Germania (bandiera) | A     | Lisa Josten          |
| 8  | Germania (bandiera) | D     | Michelle Weiß        |
| 9  | Germania (bandiera) | A     | Sophie Weidauer      |
| 10 | Germania (bandiera) | A     | Tuana Mahmoud        |
| 11 | Germania (bandiera) | A     | Maja Sternad         |
| 13 | Germania (bandiera) | C     | Ricarda Walkling     |
| 14 | Germania (bandiera) | D     | Michaela Brandenburg |
| 15 | Germania (bandiera) | C     | Jasmin Sehan         |
| 16 | Germania (bandiera) | D     | Emilie Bernhardt     |
| 17 | Germania (bandiera) | C     | Amira Dahl           |

| N. |                     | Ruolo | Calciatrice     |
| -- | ------------------- | ----- | --------------- |
| 18 | Germania (bandiera) | C     | Lina Hausicke   |
| 19 | Germania (bandiera) | C     | Saskia Matheis  |
| 20 | Germania (bandiera) | A     | Christin Meyer  |
| 21 | Germania (bandiera) | C     | Chiara Hahn     |
| 22 | Germania (bandiera) | C     | Rieke Dieckmann |
| 23 | Ungheria (bandiera) | D     | Hanna Németh    |
| 27 | Germania (bandiera) | C     | Nina Lührßen    |
| 28 | Germania (bandiera) | C     | Juliane Wirtz   |
| 29 | Germania (bandiera) | C     | Melina Kunkel   |
| 31 | Germania (bandiera) | P     | Hannah Etzold   |
| 37 | Germania (bandiera) | C     | Lena Dahms      |
| 39 | Germania (bandiera) | D     | Jette Behrens   |
| 77 | Colombia (bandiera) | P     | Catalina Pérez  |